# Rudnik (województwo wielkopolskie)
Rudnik – kolonia w Polsce położona w województwie wielkopolskim, w powiecie szamotulskim, w gminie Szamotuły, przy trasie drogi wojewódzkiej nr 184.
W latach 1975–1998 miejscowość administracyjnie należała do województwa poznańskiego.